# اچ‌ام‌اس اگزامپل (پی۱۶۵)
اچ‌ام‌اس اگزامپل (پی۱۶۵) (به انگلیسی: HMS Example (P165)) یک کشتی است که طول آن 20.8 m (68 ft 3 in) می‌باشد. این کشتی در سال ۱۹۸۵ ساخته شد.